# Castillo Sopeña
Castillo Sopeña es una localidad del municipio de Ribera Alta, en la provincia de Álava, País Vasco (España).

## Demografía
En 2022, la entidad singular de población tenía empadronados cuatro habitantes y el núcleo de población, los mismos.
| Gráfica de evolución demográfica de Castillo Sopeña entre 2000 y 2017 |
|                                                                       |
| Población de derecho según los censos de población del INE.           |